# Cap Prince-de-Galles

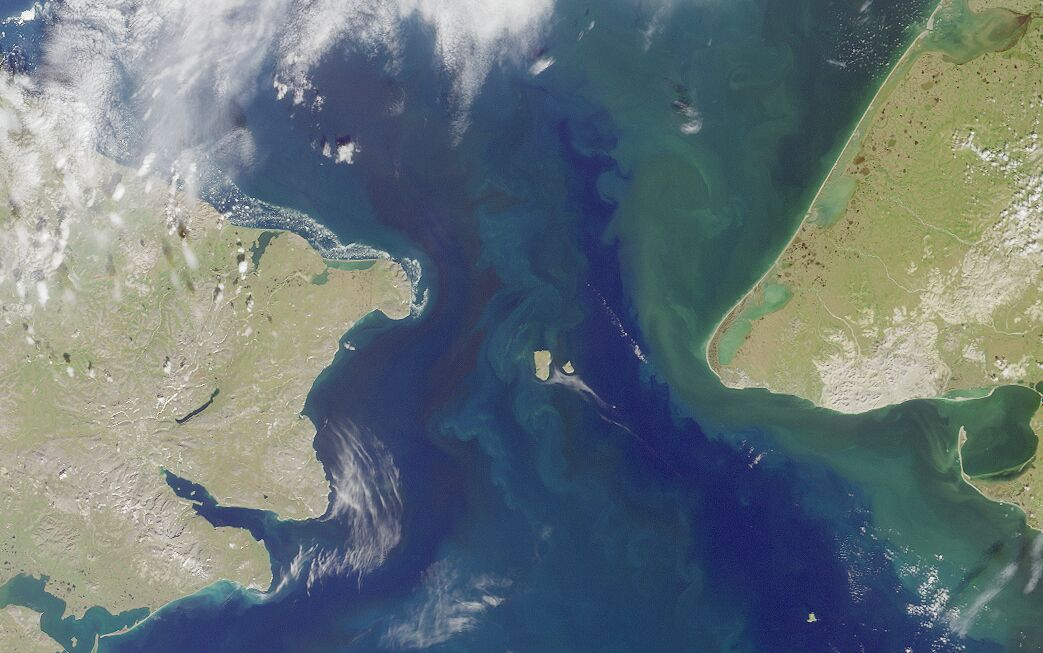
Photo satellite du cap Prince-de-Galles (à droite) et du détroit de Béring.

Le cap Prince-de-Galles est le point continental le plus occidental de l'Amérique. Il est situé sur la péninsule de Seward en Alaska à côté de Wales.
Le cap Prince-de-Galles marque la :   
- séparation entre les côtes du Pacifique et celles de l'Arctique ;
- fin de la ligne continentale de partage des eaux d'Amérique du Nord entre le bassin versant Arctique et le bassin versant Pacifique ;
- frontière est du détroit de Béring, opposé au cap Dejnev et face aux îles Diomède.